# Mussau
Illa Mussau és l'illa més gran de les Illes St. Matthias, Papua Nova Guinea, a 1° 25′ 01″ S, 149° 37′ 59″ E / 1.417°S,149.633°E. És una de les illes més septentrionals de Papua Nova Guinea.